# 小行星2843
小行星2843（2843 Yeti）是一颗围绕太阳公转的小行星。1975年12月7日，保羅·維爾特在齐美尔瓦尔德发现了此天体。
該小行星以傳說在珠穆朗瑪峰活動的動物雪人命名。
这颗小行星的绝对星等为255.80524等。